# 珠雞科
珠雞（拉丁語：Numididae、guineafowl），又稱珍珠雞、山雞、畿內亞鳥，是雞形目下的一個科。

## 下属物种
- 鹫珠鸡属（Acryllium G. R. Gray, 1840）
  - 鹫珠鸡（Acryllium vulturinum Hardwicke, 1834）
- 黑珠鸡属（Agelastes Bonaparte, 1850）
  - 白胸珠鸡（Agelastes meleagrides Bonaparte,1850）
  - 黑珠鸡（Agelastes niger Cassin,1857）
- 冠珠鸡属（Guttera Wagler, 1832）
  - 南冠珠鸡（Guttera edouardi Hartlaub, 1867）
  - 长冠珠鸡（Guttera plumifera Cassin, 1857）
  - 冠珠鸡（Guttera pucherani Hartlaub, 1861，Guineafowl）
  - 西冠珠鸡（Guttera verreauxi Elliot, 1870）
- 珠鸡属（Numida Linnaeus, 1764）
  - 普通珠鸡（Numida meleagris Linnaeus, 1758）

## 特徵
羽毛很特別，非比尋常，聲音嘈雜。

## 分布
珠雞多出現在在撒哈拉以南非洲、英美、東非和印度。

## 食用和營養價值
珠雞肉比雞肉乾韌，脂肪含量比它少一半，每克珠雞肉含較少卡路里，較有野生肉味，比雞和火雞含更多蛋白質。而珠雞蛋比雞蛋營養更豐富。